# Christopher Massey
Christopher Michael Massey (Atlanta, Georgia, 26 januari 1990) is een Amerikaans acteur. Hij is voornamelijk bekend als de gekke, maar trouwe vriend Michael Barret in Zoey 101. Hij heeft ook een jongere broer, Kyle Massey die ook acteert. Kyle is voornamelijk bekend in Disneys Cory in The House.
Massey begon vroeg te acteren in reclamefilmpjes voor Cap'n Crunch, Pop Tarts en McDonald's. Hij was ook te gast in Punk'd. Hij won in 2002 een Outstanding Young Performer in Live Theatre award. Massey was ook genomineerd voor een Emmy in 2005 voor zijn rol als Michael Barret in Zoey 101. Hij bleef in alle seizoenen van Zoey 101 en ook de 4 films.

## Filmografie
| Jaar | Naam                       | Rol            | Noten                        |
| ---- | -------------------------- | -------------- | ---------------------------- |
| 2006 | Zoey 101: Spring Break-Up  | Michael Barret | voor televisie gemaakte film |
| 2007 | Zoey 101: The Curse of PCA | Michael Barret | voor televisie gemaakte film |
| 2008 | Zoey 101: Goodbye Zoey?    | Michael Barret | made-for-TV movie            |
| 2008 | Zoey 101: Chasing Zoey     | Michael Barret | voor televisie gemaakte film |